# Sebastian Leicht
Sebastian Leicht (* 1908 in Szilberek (deutsch Batschki-Brestovatz), Königreich Ungarn, Österreich-Ungarn; † 2002 in Passau) war ein Bild-Chronist der Lebensweise und Kultur der Donauschwaben.

## Leben
Leicht entstammte einer Bauernfamilie aus der südosteuropäischen Region Batschka.
Nach einer Ausbildung an der Kunstschule in Belgrad studierte er Ende der 1920er Jahre an der Kunstakademie München. Zurück in der Belgrader Kunstszene avancierte er zum angesehenen Maler. Seine Stilrichtung ist der konservative, bäuerliche Realismus.
Während des Zweiten Weltkriegs diente er in der 2. Ungarischen Armee, in der Waffen-SS und arbeitete als Kriegsberichterstatter. Nach Krieg und Vertreibung kam Leicht nach Passau, wo er bis zu seinem Tod lebte und arbeitete. Sein Werk ist vor allem in Bezug auf die donauschwäbische Kultur von hohem Interesse.

## Ehrungen
- 1938: „Sveti-Sava“-Orden des jugoslawischen Königs für kulturelle Verdienste und Völkerverständigung
- 1971: Donauschwäbischer Kulturpreis
- 1983: Ehrengabe des Georg-Dehio-Preises der Künstlergilde Esslingen[1]

## Sonstiges
In Passau wurde die Sebastian-Leicht-Straße nach ihm benannt.